# Pat Bland
George Patrick „Pat“ Bland (* 24. Februar 1915 in Tutbury; † Juni 1970 in Peterborough) war ein englischer Fußballspieler.

## Karriere
Bland entstammte einer Bostoner Sportlerfamilie, deren fünftältester Sohn er war; sein Vater Cyril war ein namhafter Cricket-Spieler auf County-Ebene. Als Torhüter war Bland ab Anfang der 1930er für eine Reihe von Amateurklubs im Raum Lincolnshire aktiv: im Oktober 1931 spielte er bei Boston Ambulance in der Boston & District League, die Saison 1933/34 verbrachte er bei Benington, 1934 schloss er sich Spalding United an und 1935/36 war er Torhüter des Reserveteams von Horncastle Town. Dabei erwarb sich der kräftig gebaute Torhüter einen guten Ruf und kam im Mai 1936 als Probespieler am letzten Spieltag der Saison 1935/36 für das Reserveteam des örtlichen Profiklubs Lincoln City zum Einsatz.
Wenig später wurde er zunächst auf Amateurbasis verpflichtet und war damit die erste Neuverpflichtung des neuen Trainers Joe McClelland. Im September 1936 stieg er bei Lincoln zum Profi auf, hinter dem weitaus erfahreneren Stammtorhüter Dan McPhail blieb Bland allerdings nur die Rolle des Torhüters im Reserveteam. In den zwei Jahren seiner Zugehörigkeit kam er lediglich im November 1936 anlässlich eines Heimspiels in der Football League Third Division North gegen den AFC Rochdale in der ersten Mannschaft zum Einsatz. Bei dem 5:3-Erfolg erzielte Mittelstürmer Johnny Campbell alle fünf Treffer seines Teams, trotz dreier Gegentore wurde er presseseitig dafür gelebt „sein Team nicht im Stich gelassen“ zu haben. Anlässlich einer Kadervorstellung des Lincolnshire Echo im August 1937 wurde Bland folgendermaßen charakterisiert: „Machte ausgezeichnete Fortschritte in der Reserve. Gut gebaut und mit gutem Stil, ist er ein verwegener Torhüter und hat jede Menge Schneid.“ Im Mai 1938 wechselte er ablösefrei zu Bradford Park Avenue, für den Klub aus der Second Division blieb er hinter Chick Farr weiterhin auf Einsätze im Reserveteam limitiert und löste seinen Vertrag bereits nach einem halben Jahr Mitte Dezember 1938 wieder auf.
Mitte Februar 1939 wurde er im Anschluss an ein einmonatiges Probetraining im Reserveteam vom FC Watford unter Vertrag genommen. Bei Watford war er als Ersatz hinter Jock McHugh vorgesehen, nachdem sich der bisherige Stammtorhüter Jim McLaren Anfang Januar verletzt hatte. Bis zur Einstellung des Spielbetriebs durch den Ausbruch des Zweiten Weltkriegs blieb Bland auch bei Watford ohne Einsatz in der ersten Mannschaft. Bland trat Anfang 1940 dem Physical Training College for instructors der Royal Air Force bei. Mitte 1942 war er im Nahen Osten stationiert, im September 1942 war er im Range eines Flight Sergeant in Kairo, dort trat er auch für die Armeefußballauswahl der United Services Cairo in Erscheinung. Im September 1943 kam er auf einem Hospitalschiff zurück nach England und wurde im Royal Victoria Hospital wegen Diphtherie und Typhus behandelt.
In England trat Bland während der Kriegshandlungen fußballerisch nur in der Saison 1939/40 in Erscheinung, dabei spielte er für Boston United in den Ersatzwettbewerben der Midland League 13-mal. In der Spielzeit 1945/46, als der Spielbetrieb der Football League noch ruhte, war er gleich für mehrere Vereine aktiv. Für den FC Watford bestritt er im November 1945 das erste Nachkriegspflichtspiel, ein 1:1-Unentschieden im FA Cup 1945/46 gegen Southend United, im Februar 1946 hatte er als Gastspieler bei Notts County einen Auftritt und den Großteil der Saison hütete er in der Midland League das Tor, diese wurde bereits ein Jahr vor der Football League wieder ausgespielt. Dabei spielte er zu Beginn der Saison für Boston United, wo seine Leistungen presseseitig wiederholt gelobt wurden, unter anderem im August anlässlich des traditionellen vereinsinternen Testspiels zum Saisonauftakt: „Pat Bland, von Watford, zeigte einige spektakuläre Paraden im Tor, sein einziger Makel ist seine Neigung unnötige Risiken einzugehen.“ und einen Monat später: „Bland hat Schneid weit jenseits des Durchschnitts, das Wort Furcht kommt in seinem Vokabular nicht vor.“
Nach 17 Ligaeinsätzen für Boston schloss er sich Anfang Januar 1946 dem Ligakonkurrenten Ransome & Marles an, die eine Bezahlung von 4 £ pro Spiel anboten. Die Mannschaft, in der neben Bland mit Harry Parr, Les Bailey, Cliff Hubbard, Webber (Swindon Town) und George Richardson zahlreiche Football-League-Profis standen, verpasste am Saisonende um einen Punkt hinter Shrewsbury Town die Meisterschaft. Bei einem 1:0-Auswärtssieg vor 10.000 Zuschauern gegen Shrewsbury stand er im Tor von Ransome & Marles. Zur Saison 1946/47 wechselte der immer noch offiziell bei Watford registrierte Spieler fest zu Ransome & Marles, ab April 1947 spielte er erneut für Spalding United.